# ریدگتوپ (تنسی)
ریدگتوپ(به انگلیسی: Ridgetop) شهری در ایالت تنسی کشور ایالات متحده آمریکا است که جمعیت آن در سرشماری سال ۲۰۱۰ میلادی، ۱٬۸۷۴ نفر بوده‌است.